# Magnum Photos
Magnum Photos là một tổ chức nhiếp ảnh quốc tế được thành lập năm 1947. Đây là một tổ chức mang tính chất hội nghề nghiệp-nhóm kinh doanh theo kiểu hợp tác xã với các văn phòng đại diện tại New York, Paris, Luân Đôn và Tokyo.
Magnum Photos được thành lập năm 1947 bởi một nhóm các phóng viên nhiếp ảnh chiến tranh nổi tiếng gồm Robert Capa, David "Chim" Seymour, William Vandivert, Henri Cartier-Bresson và George Rodger với mục đích ban đầu là tập hợp những kinh nghiệm họ trải qua trong thời gian Thế chiến thứ hai. Magnum là tổ chức do chính các nhà nhiếp ảnh sở hữu và điều hành (khác với các hãng thông tấn ảnh được điều hành bởi những công ty kinh doanh chuyên biệt). Tổ chức này có sự góp mặt của rất nhiều phóng viên nhiếp ảnh nổi tiếng và từng ghi lại nhiều khoảnh khắc quan trọng trong lịch sử thế giới.